# Wakayama
Pour les articles homonymes, voir Wakayama (homonymie).
Wakayama (和歌山市, Wakayama-shi) est la capitale de la préfecture de Wakayama, dans la région du Kansai, au Japon.

## Toponymie
Le toponyme « Wakayama » (和歌山) a été forgé par l'un des trois unificateurs du Japon de l'époque Sengoku (milieu du XVe siècle-fin du XVIe siècle) : Toyotomi Hideyoshi. En 1585, alors qu'il mène son entreprise d'unification de la province de Kii, Hideyoshi fait construire un château, au sommet d'une colline nommée « Okayama » (岡山),. Au sud de la place forte s'étend une plage appelée « Wakanoura » (和歌の浦, Waka no ura, litt. « plage de Waka »). L'endroit est, au début du XXIe siècle, une vasière située dans la partie méridionale de Wakayama. Le chef de guerre réunit les deux toponymes en un mot-valise pour former le nom de son château : château de Wakayama (和歌山城, Wakayama-jō) »,.
Avant l'époque de Heian (794-1185), Wakanoura porte le nom de « Yowahama » (弱浜), un nom de lieu qui se prononce aussi « Wakanohama ». En 724, l'empereur Shōmu visite la plage, en compagnie du poète de waka Yamabe no Akahito. Par un rescrit, le premier donne au bord de mer le nom officiel de Akanoura (明光浦, Aka no ura, litt. « plage de la clarté »), tandis que le second le signale dans le Man'yōshū, une anthologie de poésie japonaise, sous le nom de Wakanoura (若の浦, Waka no ura, litt. « plage de la jeunesse »),. À l'époque de Heian, le terme « Wakanoura », écrit sous la forme « 和歌の浦 », est mentionné dans un poème.
Les deux écritures « 若山 » et « 和歌山 » coexistent jusqu'à la fin de l'époque d'Edo (1603-1868), alors qu'une jōkamachi (cité-château) se développe autour du château. La seconde s'impose lorsque la préfecture de Wakayama est créée en 1871,.
Une autre théorie apparaît dans un fudoki datant du début du XIXe siècle, un document historique décrivant divers aspects de la province de Kii, notamment sa topographie. La racine « Waka » (« 和歌 ») y est associée au nom d'une sœur d'Amaterasu Ōmikami, la déesse solaire tutélaire de l'archipel nippon, appelée Wakahirume no mikoto (稚日女尊) et vénérée au Tamatsushima-jinja (ja) de Wakayama.

## Géographie

### Situation
La ville de Wakayama est située sur de l'île de Honshū, au Japon, dans le nord-ouest de la préfecture de Wakayama, dont elle est la capitale. Elle s'étend sur 29 km d'est en ouest et 17,5 km du nord au sud, sur une superficie de 208,84 km2. La frontière nord de Wakayama jouxte la limite sud-ouest de la préfecture d'Osaka. La capitale préfectorale est bordée par la ville de Kainan, au sud, les municipalités d'Iwade et Kinokawa, à l'est, et le canal de Kii à l'ouest.
La ville de Wakayama occupe 4 % de la superficie de la préfecture et abrite 40 % de sa population.

### Démographie
Selon les données du recensement national, la population de Wakayama atteint un maximum en 1985, avec 401 352 habitants (389 717, en 1975). Elle est de 286 551 habitants en 2000, puis de 356 729 habitants en 2020, répartis sur une superficie de 208,84 km2 (densité de population de 1 708 hab./km2). À partir de l'année 2003, le nombre de décès dépasse le nombre de naissances,.

### Hydrographie
Wakayama s'étale dans le bassin versant du cours inférieur du fleuve Kino, long de 136 km. Dans l'ouest de la ville, le cours d'eau atteint son embouchure : le canal de Kii,.

### Climat
Le climat de Wakayama est influencé par celui de la mer intérieure de Seto, à l'ouest. En 2017, la température moyenne enregistrée était de 16,8 °C. Selon les archives météorologiques (1981-2010), le mois de janvier est le plus froid et août le plus chaud. Les précipitations annuelles moyennes sont de 1 341,5 mm. Elles sont plus importantes de juin à septembre, juillet étant le mois le plus pluvieux.
| Mois                                             | jan.      | fév.      | mars      | avril     | mai       | juin      | jui.      | août      | sep.      | oct.      | nov.      | déc.      | année     |
| ------------------------------------------------ | --------- | --------- | --------- | --------- | --------- | --------- | --------- | --------- | --------- | --------- | --------- | --------- | --------- |
| Température minimale moyenne (°C)                | 2,9       | 3,1       | 5,8       | 10,7      | 15,6      | 20,1      | 24,3      | 25,1      | 21,5      | 15,6      | 9,9       | 5,1       | 13,3      |
| Température moyenne (°C)                         | 6,2       | 6,7       | 9,9       | 15,1      | 19,7      | 23,2      | 27,2      | 28,4      | 24,9      | 19,3      | 13,8      | 8,6       | 16,9      |
| Température maximale moyenne (°C)                | 9,8       | 10,7      | 14,3      | 19,7      | 24,3      | 27,1      | 31,1      | 32,6      | 29        | 23,4      | 17,9      | 12,5      | 21        |
| Record de froid (°C) date du record              | −6 1945   | −5,4 1883 | −4 1936   | −1,4 1884 | 3,7 1929  | 9 1921    | 14,4 1887 | 13,5 1884 | 11,2 1887 | 4,3 1884  | −0,6 1884 | −3 1897   | −6 1945   |
| Record de chaleur (°C) date du record            | 21,2 1969 | 22 1962   | 24,5 1999 | 30 1964   | 32,4 1958 | 35,3 2013 | 37,8 1942 | 38,5 2013 | 35,8 1967 | 32,3 1961 | 27,7 2000 | 25,2 2018 | 38,5 2013 |
| Ensoleillement (h)                               | 135,8     | 143,1     | 179,6     | 196,9     | 207,6     | 157,6     | 206,1     | 239,9     | 173,2     | 169,9     | 147,7     | 135,4     | 2 100,1   |
| Précipitations (mm)                              | 48,7      | 62        | 96,9      | 98,4      | 146,6     | 183,5     | 175,8     | 101,8     | 181,3     | 160,8     | 95,9      | 62,7      | 1 414,4   |
| dont neige (cm)                                  | 0         | 1         | 0         | 0         | 0         | 0         | 0         | 0         | 0         | 0         | 0         | 0         | 1         |
| Nombre de jours avec précipitations              | 5,9       | 6,7       | 9,1       | 9,1       | 9,1       | 11        | 9,4       | 6,4       | 9,4       | 8,5       | 6,5       | 6,1       | 97,2      |
| dont nombre de jours avec précipitations ≥ 10 mm | 1,4       | 2,3       | 3,6       | 3,8       | 4         | 5,5       | 4,8       | 2,7       | 4,6       | 4         | 2,8       | 2,2       | 41,9      |
| Humidité relative (%)                            | 61        | 61        | 60        | 61        | 64        | 72        | 73        | 70        | 69        | 67        | 66        | 63        | 66        |
| Nombre de jours avec neige                       | 0,1       | 0,3       | 0         | 0         | 0         | 0         | 0         | 0         | 0         | 0         | 0         | 0         | 0,4       |

| Diagramme climatique                                  |           |             |              |               |               |               |               |             |               |             |             |
| J                                                     | F         | M           | A            | M             | J             | J             | A             | S           | O             | N           | D           |
| 9,82,948,7                                            | 10,73,162 | 14,35,896,9 | 19,710,798,4 | 24,315,6146,6 | 27,120,1183,5 | 31,124,3175,8 | 32,625,1101,8 | 2921,5181,3 | 23,415,6160,8 | 17,99,995,9 | 12,55,162,7 |
| Moyennes : • Temp. maxi et mini °C • Précipitation mm |           |             |              |               |               |               |               |             |               |             |             |

## Histoire

### De la Préhistoire aux premiers siècles historiques
Des fouilles archéologiques menées sur le territoire de Wakayama ont permis la découverte de pointes et d'outils de pierre taillée, attestant la présence de groupes humains, durant la fin du Paléolithique, entre 40 000 et 15 000 ans. La mise au jour d'amas coquilliers et de céramiques datant de la période Jōmon (~15 000 – 300 av. J.-C.), révèle une continuité de la présence humaine dans la région. La riziculture fait son apparition durant la période Yayoi (~400 av. J.-C.- ~250), comme le montrent des vestiges de rizières, d'habitations et de canaux d'irrigation. Des productions humaines comme des kofuns, monuments funéraires, et des haniwa, objets funéraires en terre cuite, signalent la présence, au cours de la période Kofun (~ 250 à 538), de divers clans, notamment le clan Ki
,.
Lorsque le ritsuryō, ancien système de lois du Japon antique, est mis en place à la fin de la période d'Asuka (fin du VIe siècle-710) et au début de l'époque de Nara (710-794), la province de Kii est fondée sous le nom de « province de Ki ». Celle-ci produit du bois et constitue un accès à la mer pour les habitants des capitales impériales successives, Heijō-kyō puis Heian-kyō.

### Moyen Âge
De la fin de l'époque de Heian (794-1185) à la fin du XVIe siècle, les shōen (domaines impériaux) se multiplient, les sectes bouddhiques, le Jōdo shinshū notamment, sont de plus en plus influentes, des saika-ikki, des groupes de guerriers bouddhistes, se forment et, à la tête de gōzoku, des chefs de clans de samouraïs se disputent le titre de shugo, ou gouverneur provincial. La domination territoriale passe du clan Yamana au clan Ōuchi, puis au clan Hatakeyama.
En 1580, le chef de guerre Oda Nobunaga porte un coup fatal aux moines bouddhistes et leurs alliés en s'emparant de leur lieu de culte principal : le Hongan-ji d'Ishiyama. Cinq ans plus tard, lorsque Toyotomi Hideyoshi impose sa domination sur la province de Kii, le château de Wakayama est construit et la période moyenâgeuse prend fin.

### Période Tokugawa
En 1600, Asano Yoshinaga du clan Asano, allié de Tokugawa Ieyasu, vainqueur de la décisive bataille de Sekigahara et fondateur de la dynastie Tokugawa, devient maître de la province de Kii. Il fait remodeler le château de Wakayama et inaugure le développement d'une jōkamachi autour de la place forte. À partir de 1619, son successeur, Tokugawa Yorinobu, fils du premier shogun de l'époque d'Edo (1603-1868), poursuit son œuvre.
Wakayama adopte les éléments caractéristiques de la culture d'Edo, tels que l'art de la cérémonie du thé japonaise. La cité accueille des peintres réputés comme Gion Nankai et, grâce à la venue de Motoori Norinaga, elle devient un centre de développement de l'école philosophique kokugaku.

### De l'ère Meiji aux années 1950
Au début de l'ère Meiji (1868-1912), l'abolition du système féodal de l'époque d'Edo aboutit, en 1871, à la création de la préfecture de Wakayama dont la cité de Wakayama devient la capitale en 1872. À l'image de tout le pays, la ville se modernise. Les anciennes routes commerciales qui reliaient Wakayama à Osaka et à la capitale shogunale, Edo, sont remplacées par des routes nationales et des voies de chemins de fer, telles que l'ancêtre de la ligne Wakayama (1899), suivie par les lignes Kishigawa puis Hanwa, sont construites.
Le 7 juillet 1945, alors que la Seconde Guerre mondiale touche à sa fin, un bombardement, mené par les forces armées américaines, détruit la ville de Wakayama. En 1958, sous la pression de la population locale, le château de Wakayama est restauré et devient le symbole de la période de reconstruction de la ville.

### Époque moderne
La ville moderne de Wakayama, qui succède à la ville-château de l'époque d'Edo, est fondée le 1er avril 1889. Par la suite, son territoire s'agrandit par absorption de villages et de bourgs voisins. La plus récente fusion s'est déroulée en 1959. Cette année-là, les villages de Kii et Yamaguchi ont fusionné avec la ville voisine de Wakayama.

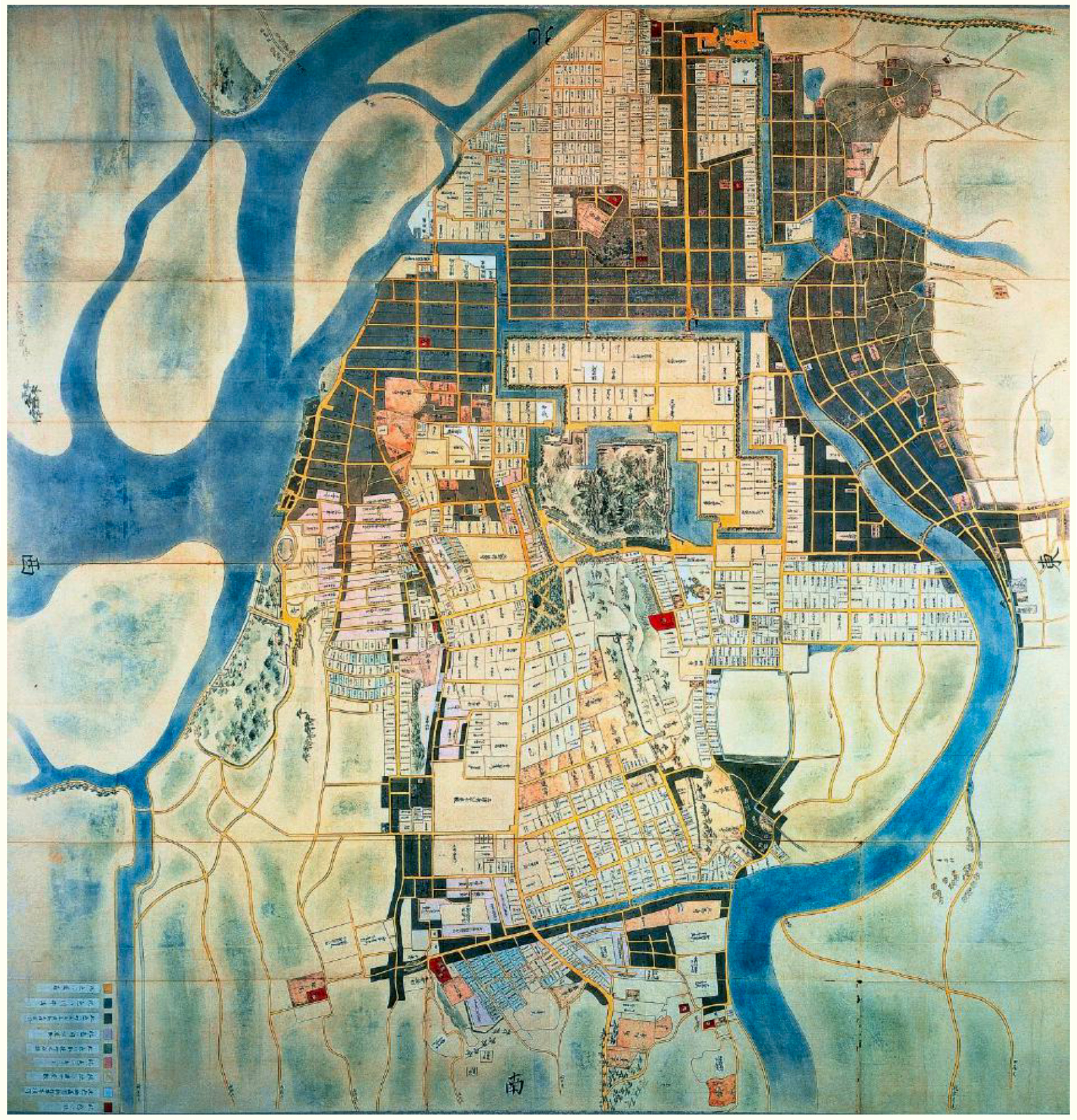
Carte de Wakayama (1885).
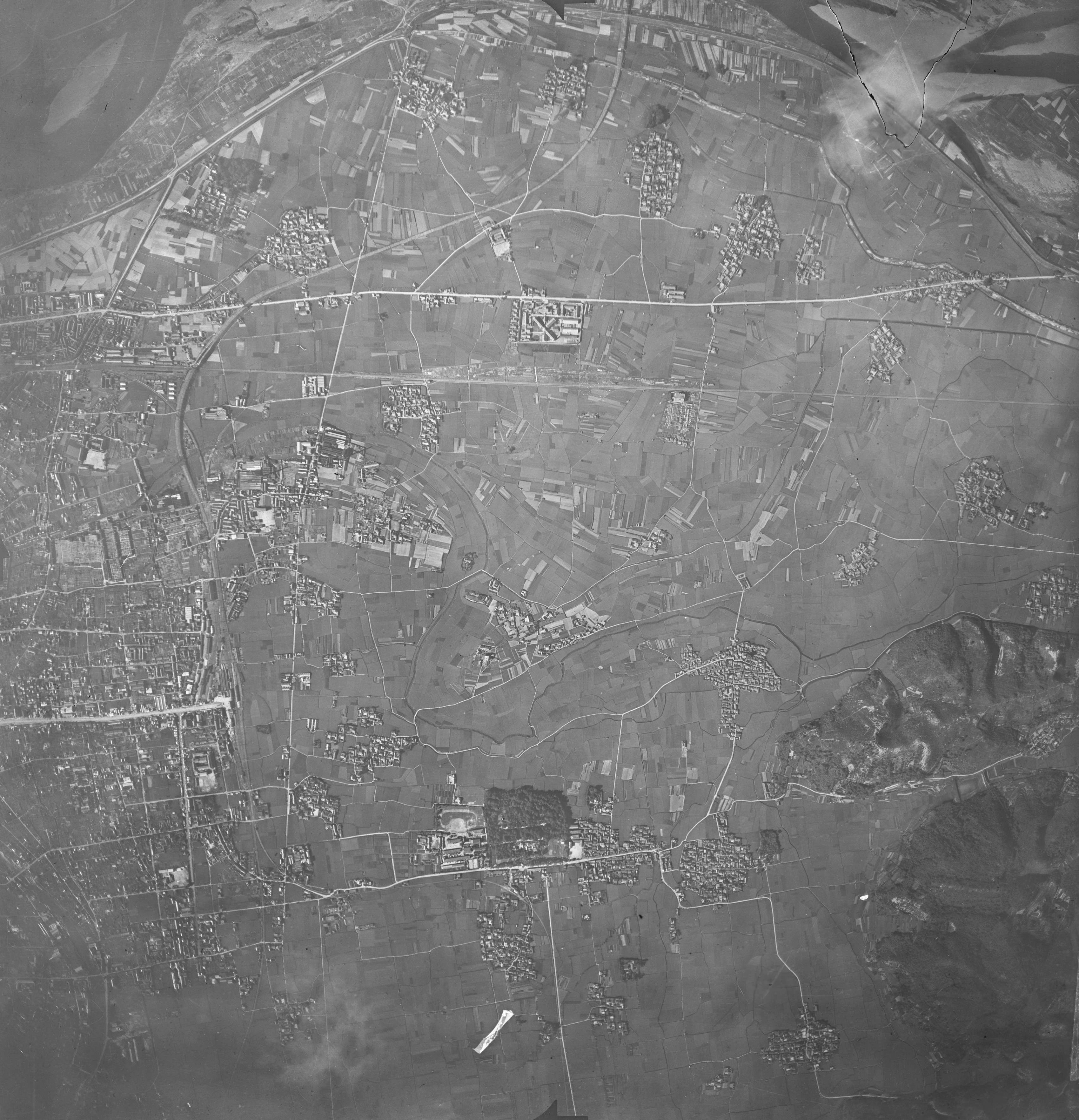
Vue aérienne de Wakayama (1947).
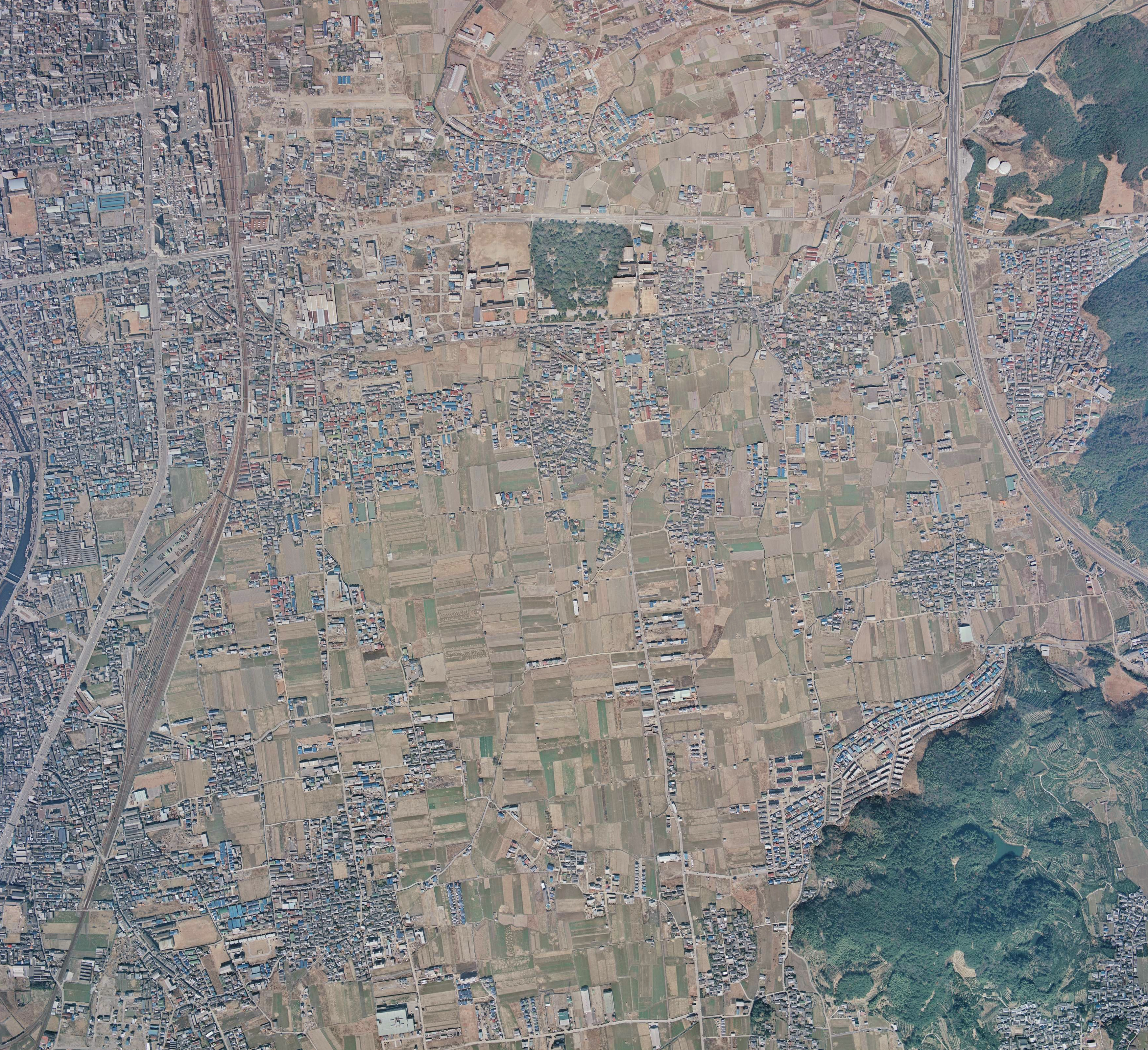
Vue aérienne de Wakayama (1975).
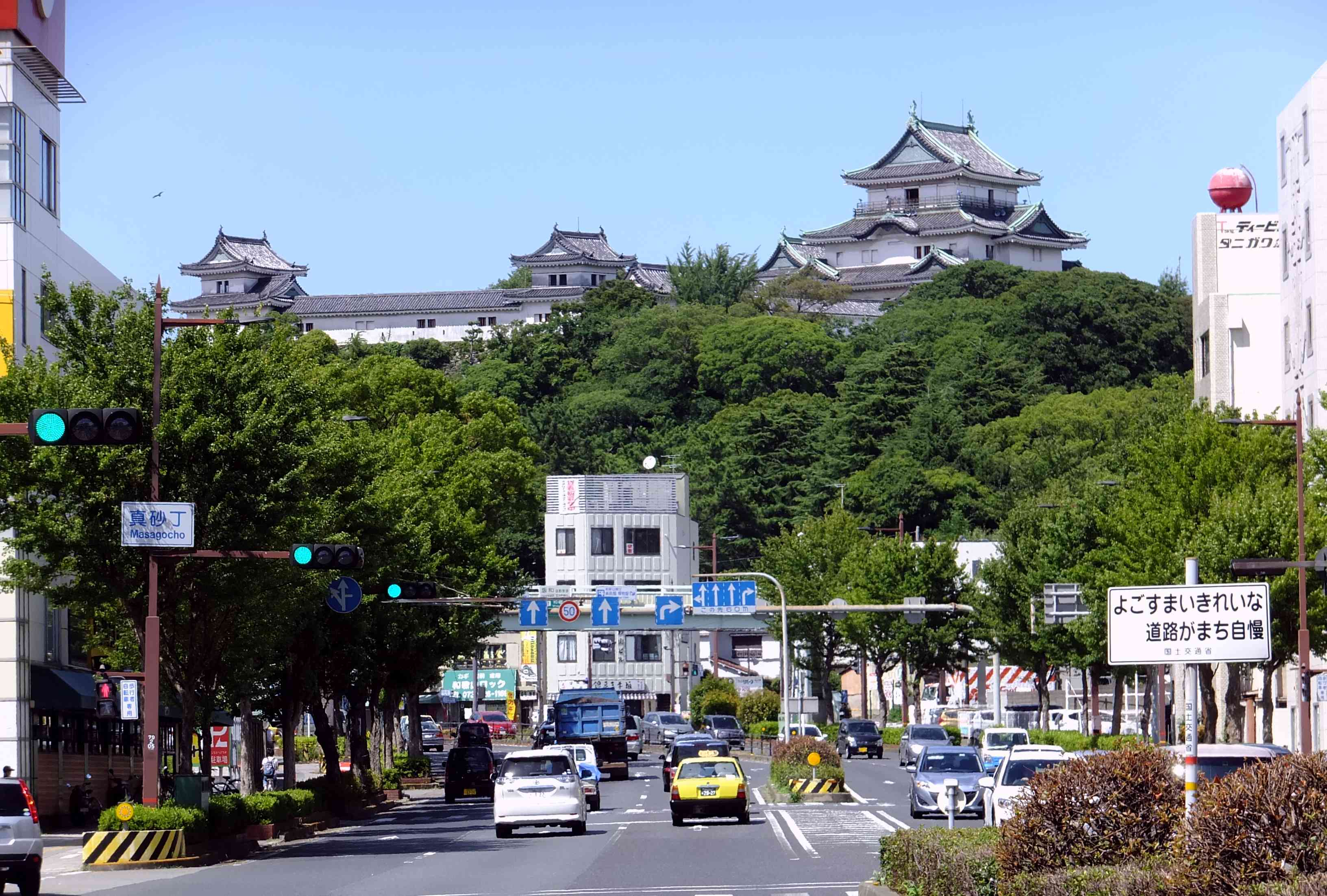
Le château de Wakayama, vu de la route nationale 42 (2014).

## Économie
Au début des années 2000, Wakayama souffre des difficultés économiques de la région, qui a pâti de la délocalisation du centre de production d'acier de Sumitomo Steel en Chine. Les aciéries de Wakayama ont été réduites et restructurées. En 2009, des investissements ont permis de relancer l'aciérie à un niveau de production élevé.
Wakayama est aussi connue à travers le Japon pour ses umeboshi et ses mikan.

## Transports
Wakayama est desservie par les lignes Hanwa, Kisei et Wakayama de la compagnie JR West, les lignes Nankai, Wakayamakō et Kada de la compagnie Nankai Electric Railway ainsi que par la ligne Kishigawa de la compagnie Wakayama Electric Railway.
Les principales gares de la ville sont celles de Wakayama et de Wakayamashi.

## Culture locale et patrimoine

### Patrimoine architectural
- Château de Wakayama
- Sanctuaire Awashima

## Politique et administration

### Jumelages et partenariats
La ville de Wakayama est jumelée avec les municipalités étrangères suivantes :
- Bakersfield (États-Unis) depuis 1961
- Richmond (Canada) depuis 1973
- Jeju City (Corée du Sud) depuis 1987
- Jinan (Chine) depuis 1993